# 阿图尔·吕德斯特伦
阿图尔·吕德斯特伦（挪威語：Arthur Rydstrøm，1896年2月9日—1986年2月24日），挪威男子竞技体操运动员。他曾代表挪威获得1920年夏季奥运会体操比赛男子团体自由式银牌。他于1986年在卑尔根去世。